# Federico Caricasulo
Federico Caricasulo (Ravena, Italia, 6 de abril de 1996) es un piloto de motociclismo Italiano que participa en el Campeonato Mundial de Supersport a bordo de una Ducati Panigale V2 del equipo Motozoo ME AIR Racing.
En 2014 se consagró campeón del campeonato italiano de supersport.

## Biografía
En la temporada 2020, Caricasulo ascendió al Campeonato Mundial de Superbikes de la mano del GRT Yamaha WorldSBK Junior Team. En su primer y única temporada en el equipo, Caricasulo no tuvo el desempeño esperado comparado a su compañero de equipo, su mejor resultado en la temporada fue el noveno puesto que alcanzó en la carrera 2 de Portimão y en las carreras 1 de Aragón y Teruel. Garrett Gerloff, compañero de equipo de Caricasulo, en cambió consiguió tres podios en la temporada, siendo un rookie al igual que él.
En la temporada 2021, Caricasulo volvió al Campeonato Mundial de Supersport con el GMT94 Yamaha. En su corta estadía en el equipo francés disputó ocho carreras: consiguiendo una pole en Estoril en donde además igualo su mejor resultado en la temporada con el equipo al terminar sexto en la carrera 2 mismo resultado que logró en la carrera 1 de Aragón.
El 27 de julio, pocos días después de la ronda de Assen, Caricasulo y el GMT94 Yamaha anunciaron el fin de su colaboración en el equipo de debido a los malos resultados.

## Resultados

### Campeonato del Mundo de Motociclismo
Sistema de puntuación de 1993 hasta 2022:
| Posición | 1.º | 2.º | 3.º | 4.º | 5.º | 6.º | 7.º | 8.º | 9.º | 10.º | 11.º | 12.º | 13.º | 14.º | 15.º |
| Puntos   | 25  | 20  | 16  | 13  | 11  | 10  | 9   | 8   | 7   | 6    | 5    | 4    | 3    | 2    | 1    |

#### Por temporada
| Temp.   | Cat.  | Moto  | Equipo                 | Carreras | Victorias | Podios | Poles | V.Ráp. | Pts. | Pos. |
| ------- | ----- | ----- | ---------------------- | -------- | --------- | ------ | ----- | ------ | ---- | ---- |
| 2014    | Moto2 | TSR   | Teluru Team JiR Webike | 1        | 0         | 0      | 0     | 0      | 0    | NC   |
| 2015    | Moto2 | Kalex | Italtrans Racing Team  | 2        | 0         | 0      | 0     | 0      | 0    | NC   |
| Total   |       |       |                        | 3        | 0         | 0      | 0     | 0      | 0    |      |
| Fuente: |       |       |                        |          |           |        |       |        |      |      |

#### Carreras por año
(Carreras en negrita indica pole position, carreras en cursiva indica vuelta rápida)
| Año  | Clase | Moto  | 1   | 2   | 3   | 4   | 5   | 6   | 7   | 8   | 9   | 10  | 11  | 12     | 13      | 14      | 15  | 16  | 17  | 18  | Pos. | Pts. |
| ---- | ----- | ----- | --- | --- | --- | --- | --- | --- | --- | --- | --- | --- | --- | ------ | ------- | ------- | --- | --- | --- | --- | ---- | ---- |
| 2014 | Moto2 | TSR   | QAT | AME | ARG | SPA | FRA | ITA | CAT | NED | GER | IND | CZE | GBR    | RSM 28  | ARA     | JPN | AUS | MAL | VAL | NC   | 0    |
| 2015 | Moto2 | Kalex | QAT | AME | ARG | SPA | FRA | ITA | CAT | NED | GER | IND | CZE | GBR 26 | RSM Ret | ARA DNS | JPN | AUS | MAL | VAL | NC   | 0    |

### Campeonato Mundial de Supersport

#### Por temporada
| Temp.   | Moto                | Equipo                             | Carreras | Victorias | Podios | Poles | V.Rap. | Pts. | Pos.  |
| ------- | ------------------- | ---------------------------------- | -------- | --------- | ------ | ----- | ------ | ---- | ----- |
| 2016    | Honda CBR600RR      | Bardahl Evan Bros. Honda Racing    | 12       | 0         | 1      | 1     | 0      | 75   | 9.º   |
| 2017    | Yamaha YZF-R6       | GRT Yamaha Official WorldSSP Team  | 12       | 2         | 4      | 1     | 2      | 118  | 5.º   |
| 2018    | Yamaha YZF-R6       | GRT Yamaha Official WorldSSP Team  | 12       | 1         | 6      | 2     | 0      | 143  | 5.º   |
| 2019    | Yamaha YZF-R6       | Bardahl Evan Bros. WorldSSP Team   | 12       | 3         | 9      | 4     | 3      | 207  | 2.º   |
| 2021    | Yamaha YZF-R6       | GMT94 Yamaha                       | 21       | 0         | 2      | 1     | 1      | 171  | 8.º   |
| 2021    | Yamaha YZF-R6       | Biblion Iberica Yamaha Motoxracing | 21       | 0         | 2      | 1     | 1      | 171  | 8.º   |
| 2021    | Yamaha YZF-R6       | VFT Racing                         | 21       | 0         | 2      | 1     | 1      | 171  | 8.º   |
| 2022    | Ducati Panigale V2  | Althea Racing                      | 24       | 0         | 5      | 2     | 1      | 222  | 5.º   |
| 2023    | Ducati Panigale V2  | Althea Racing                      | 24       | 1         | 7      | 1     | 2      | 258  | 4.º   |
| 2024    | MV Agusta F3 800 RR | Motozoo ME AIR Racing              | 24       | 0         | 1      | 0     | 2      | 184  | 7.º   |
| 2025    | MV Agusta F3 800 RR | Motozoo ME AIR Racing              | 4        | 0         | 0      | 0     | 0      | 16*  | 16.º* |
| Total   |                     |                                    | 145      | 7         | 35     | 12    | 11     | 1394 |       |
| Fuente: |                     |                                    |          |           |        |       |        |      |       |

- * Temporada en curso.

#### Carreras por año
(Carreras en negrita indica pole position, carreras en cursiva indica vuelta rápida)
| Año  | Moto   | 1       | 2      | 3       | 4       | 5       | 6       | 7       | 8       | 9     | 10      | 11      | 12      | Pos. | Pts. |
| ---- | ------ | ------- | ------ | ------- | ------- | ------- | ------- | ------- | ------- | ----- | ------- | ------- | ------- | ---- | ---- |
| 2016 | Honda  | AUS 2   | THA 17 | SPA 7   | NED 11  | ITA 7   | MAL 10  | GBR 11  | ITA DSQ | GER 5 | FRA 6   | SPA Ret | QAT Ret | 9.º  | 75   |
| 2017 | Yamaha | AUS Ret | THA 1  | SPA Ret | NED 6   | ITA Ret | GBR Ret | ITA 3   | GER Ret | POR 7 | FRA 2   | SPA 1   | QAT 4   | 5.º  | 118  |
| 2018 | Yamaha | AUS 4   | THA 3  | SPA 2   | NED Ret | ITA 2   | GBR 6   | CZE Ret | MIS 1   | POR 2 | FRA 13  | ARG Ret | QAT 3   | 5.º  | 143  |
| 2019 | Yamaha | AUS 3   | THA 3  | SPA 3   | NED 1   | ITA 2   | SPA 1   | MIS 2   | GBR 2   | POR 1 | FRA Ret | ARG 5   | QAT 4   | 2.º  | 207  |

| Año  | Moto      | 1      | 1       | 2      | 2      | 3       | 3       | 4       | 4       | 5       | 5      | 6       | 6     | 7       | 7       | 8      | 8       | 9       | 9      | 10     | 10    | 11    | 11    | 12     | 12      | Pos.  | Pts. |
| Año  | Moto      | R1     | R2      | R1     | R2     | R1      | R2      | R1      | R2      | R1      | R2     | R1      | R2    | R1      | R2      | R1     | R2      | R1      | R2     | R1     | R2    | R1    | R2    | R1     | R2      | Pos.  | Pts. |
| ---- | --------- | ------ | ------- | ------ | ------ | ------- | ------- | ------- | ------- | ------- | ------ | ------- | ----- | ------- | ------- | ------ | ------- | ------- | ------ | ------ | ----- | ----- | ----- | ------ | ------- | ----- | ---- |
| 2021 | Yamaha    | SPA 6  | SPA 18  | POR 12 | POR 6  | ITA Ret | ITA 9   | NED 8   | NED Ret | CZE 5   | CZE 6  | SPA 5   | SPA 4 | FRA 6   | FRA 7   | SPA 18 | SPA 6   | SPA C   | SPA 5  | POR 14 | POR 3 | ARG   | ARG   | INA 3  | INA 4   | 8.º   | 171  |
| 2022 | Ducati    | SPA 8  | SPA 12  | NED 5  | NED 25 | POR 5   | POR Ret | ITA Ret | ITA 6   | GBR Ret | GBR 4  | CZE Ret | CZE 6 | FRA Ret | FRA 9   | SPA 4  | SPA 6   | POR 3   | POR 4  | ARG 3  | ARG 2 | INA 2 | INA 5 | AUS 7  | AUS 2   | 5.º   | 222  |
| 2023 | Ducati    | AUS 10 | AUS Ret | INA 2  | INA 1  | NED 6   | NED 3   | SPA 5   | SPA 6   | ITA 3   | ITA 4  | GBR 4   | GBR 3 | ITA Ret | ITA Ret | CZE 10 | CZE 11  | FRA 8   | FRA 10 | SPA 4  | SPA 3 | POR 6 | POR 5 | SPA 3  | SPA 5   | 4.º   | 258  |
| 2024 | MV Agusta | AUS 4  | AUS 4   | SPA 6  | SPA 8  | NED 6   | NED 22  | ITA 7   | ITA 7   | GBR 16  | GBR 15 | CZE 5   | CZE 6 | POR 5   | POR 4   | FRA 2  | FRA Ret | ITA Ret | ITA 6  | SPA 8  | SPA 9 | EST 5 | EST 6 | SPA 24 | SPA Ret | 7.º   | 184  |
| 2025 | MV Agusta | AUS    | AUS     | POR 10 | POR 28 | NED 13  | NED 9   | ITA     | ITA     | CZE     | CZE    | ITA     | ITA   | GBR     | GBR     | HUN    | HUN     | FRA     | FRA    | SPA    | SPA   | POR   | POR   | SPA    | SPA     | 16.º* | 16*  |

- * Temporada en curso.

### Campeonato Mundial de Superbikes

#### Por temporada
| Temp.   | Motocicleta   | Equipo                          | Carreras | Victorias | Podios | Poles | V.Rap. | Pts. | Pos. |
| ------- | ------------- | ------------------------------- | -------- | --------- | ------ | ----- | ------ | ---- | ---- |
| 2020    | Yamaha YZF-R1 | GRT Yamaha WorldSBK Junior Team | 24       | 0         | 0      | 0     | 0      | 58   | 14.º |
| Total   |               |                                 | 24       | 0         | 0      | 0     | 0      | 58   |      |
| Fuente: |               |                                 |          |           |        |       |        |      |      |

#### Carreras por año
(Carreras en negrita indica pole position, carreras en cursiva indica vuelta rápida)
| Año  | Moto   | 1      | 1      | 1       | 2       | 2      | 2      | 3      | 3      | 3     | 4     | 4      | 4      | 5     | 5      | 5     | 6      | 6       | 6      | 7      | 7       | 7      | 8       | 8      | 8     | Pos. | Pts. |
| Año  | Moto   | R1     | CS     | R2      | R1      | CS     | R2     | R1     | CS     | R2    | R1    | CS     | R2     | R1    | CS     | R2    | R1     | CS      | R2     | R1     | CS      | R2     | R1      | CS     | R2    | Pos. | Pts. |
| ---- | ------ | ------ | ------ | ------- | ------- | ------ | ------ | ------ | ------ | ----- | ----- | ------ | ------ | ----- | ------ | ----- | ------ | ------- | ------ | ------ | ------- | ------ | ------- | ------ | ----- | ---- | ---- |
| 2020 | Yamaha | AUS 12 | AUS 14 | AUS Ret | SPA Ret | SPA 16 | SPA 16 | POR 15 | POR 12 | POR 9 | SPA 9 | SPA 11 | SPA 13 | SPA 9 | SPA 12 | SPA 9 | SPA 15 | SPA Ret | SPA 12 | FRA 11 | FRA Ret | FRA 11 | POR Ret | POR 12 | POR 9 | 14.º | 58   |